# Xã Garfield, Quận Clare, Michigan
Xã Garfield (tiếng Anh: Garfield Township) là một xã thuộc quận Clare, tiểu bang Michigan, Hoa Kỳ. Năm 2010, dân số của xã này là 1.882 người.